# Gryssjöån
Gryssjöån är ett vattendrag i Orsa Finnmark och landskapet Dalarna i Ljusdals kommun. Dess källsjö är Övre Gryssjön i Härjedalen, Jämtlands län, nära länsgränsen och ån mynnar i Fågelsjön söder om byn Fågelsjö i Ljusdals kommun, Gävleborgs län och i landskapet Dalarna. Fågelsjön avvattnas via Fågelsjöån till sjön Tyckeln, som i sin tur avvattnas via Björnån och Voxnan till Ljusnan. 
Ån rymmer lämningar från stamp, sågverk och flottning med några anlagda gamla stenvallar och rester av timmerrännor över land.
Gryssjöån rinner från Nedre Gryssjön till Fågelsjön på en sträcka av cirka 7 km och faller 37 m. Ån är en liten och relativt orörd å med mycket höga naturvärden, med överlag mycket varierande och vildmarksartad natur av nordlig karaktär. Ån har klassats som ett nationellt särskilt värdefullt vattendrag ur naturvärdessynpunkt.
Den övre delen är lugnflytande, stort och varierande omgiven av olika typer av myrar och med skogsholmar med 250-300 år gamla grova tallar, även delvis med stora inslag av lövskog, i form av gammal sälg och asp, och ingår i Gryssjömyrans naturreservat. Det har en art- och individrik fågelfauna. Området har vid myrinventeringar bedömts ur fågelskyddssynpunkt vara ett av de värdefullare myrkomplexen i länet, med myrområdet av riksintresse för naturvård och friluftsliv. Längs ån finns bäverhyddor med nylagda bäverdammar.
Den nedre delen domineras av strömmande avsnitt, med omgivande naturskogar och ingår i Gryssjöåns naturreservat. Öring och föryngrande bestånd av flodpärlmussla har konstaterats vid inventeringar. Spår av utter har konstaterats vid upprepade tillfällen. Bottenfaunan uppges vara art- och individfattig.
Den flacka delen av Gryssjöån nederst vid utloppet till Fågelsjön påverkas dock numera genom årligt upprepad överdämning och avsänkning inom reservatet som följd av årsregleringen av Tyckeln/Fågelsjön med vid Tyckelndammen 0,91 m tillåten dämningsamplitud, med följden en samdämning av Fågelsjön med cirka 0,66 m amplitud.
En av stenåldersboplatserna vid stranden av Fågelsjön ligger inom reservatsområdet vid åns mynning, vilket visar att området utnyttjats för jakt och fiske långt tillbaka i tiden. I närheten finns också gamla fångstgropar. Boplatserna är delvis lagda under vatten genom dämningen av sjön.